# Fritillaria meleagroides
Fritillaria meleagroides är en liljeväxtart som beskrevs av Eugène Louis Melchior Patrin, Schult. och Julius Hermann Schultes. Fritillaria meleagroides ingår i Klockliljesläktet och i familjen liljeväxter. Inga underarter finns listade.

## Bildgalleri

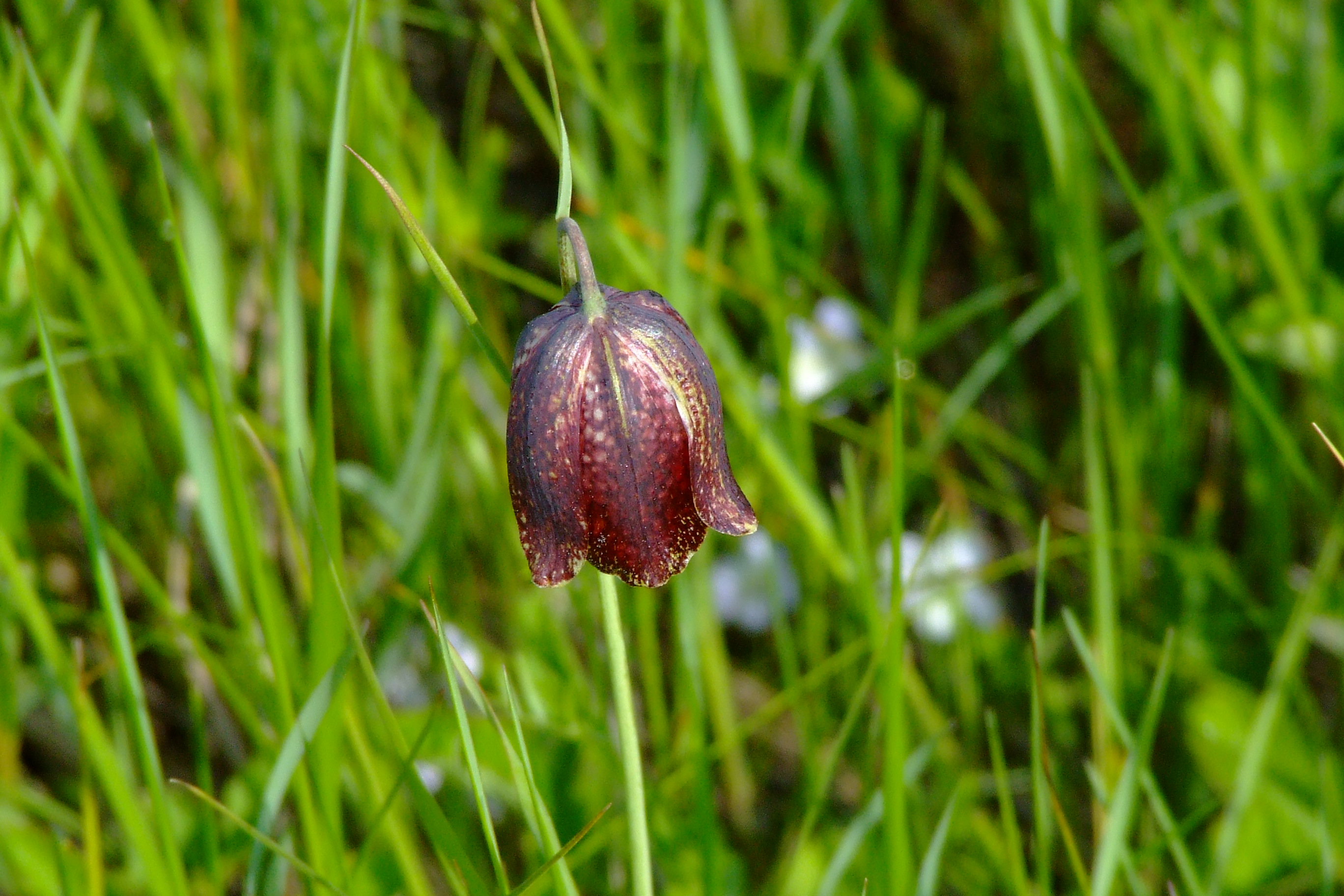
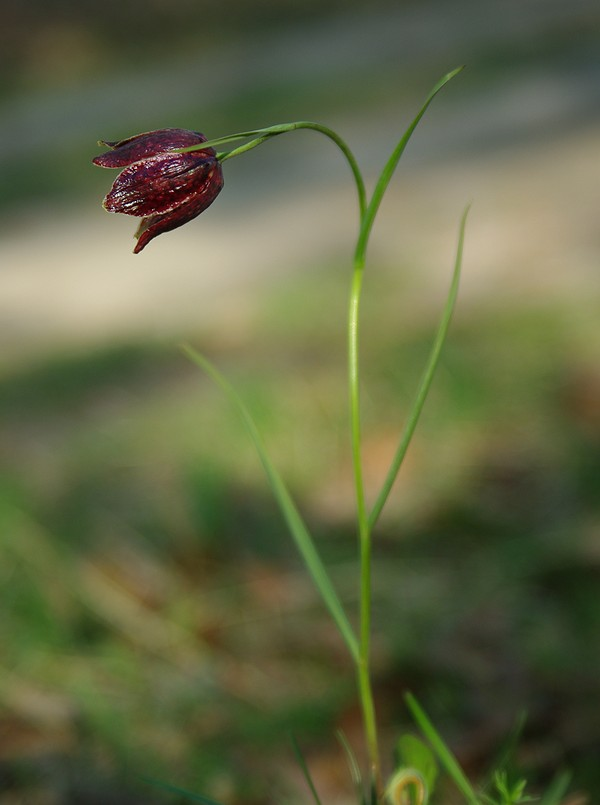
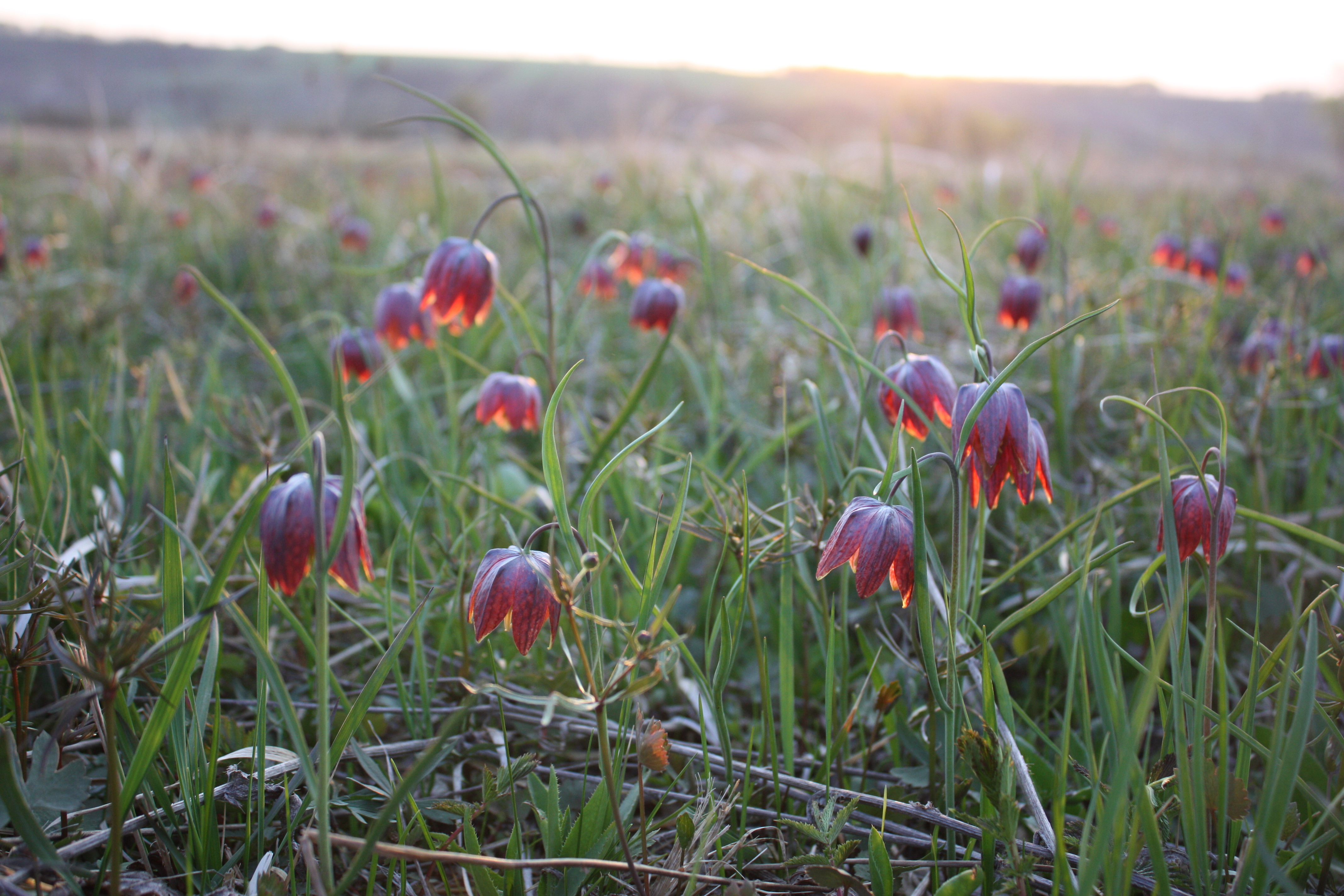